# Yaarub Bader
Yaarub Suleiman Bader (arabisch يعرب سليمان بدر, DMG Yaʿrub Sulaimān Badr; * 3. Juni 1959 in Damaskus, Syrien) ist ein syrischer alawitischer Politiker. Seit dem 29. März 2025 ist er Minister für Verkehrswesen in der zweiten syrischen Übergangsregierung.

## Werdegang
Bader stammt aus einer alawitischen Familie und wurde 1959 in Damaskus geboren. Nach seinem Schulabschluss studierte er Bauingenieurwesen an der Universität Latakia und schloss dies 1982 mit einem Bachelor ab. Nach einem Aufbaustudium an der nationalen Hochschule für Bauingenieurwesen setzte er seine Studien an der École nationale des ponts et chaussées in Paris fort. Dort wurde er 1991 mit einer Arbeit über das Verkehrswesen promoviert. Von 1993 bis 2006 war er Professor in der Abteilung für Verkehrswesen an der Fakultät für Bauwesen der Universität Latakia.
Am 29. März 2025 wurde er vom syrischen Präsidenten Ahmed al-Scharaa zum Minister für Verkehrswesen in der zweiten syrischen Übergangsregierung ernannt. Bader war als Mitglied der syrischen Baath-Partei bereits vom 12. Februar 2006 bis zum 14. April 2011 als Verkehrsminister tätig. Seit dem Sturz des Assad-Regimes gehört er jedoch keiner politischen Partei an. Er war Mitglied zahlreicher syrischer Organisationen auf seinem Gebiet und spricht außer Arabisch auch Englisch und Französisch.